# Габріеле Ферцетті
Габріеле Ферцетті (італ. Gabriele Ferzetti, справжнє ім'я — Паскуале, 17 березня 1925, Рим — 2 грудня 2015, Рим) — італійський театральний і кіноактор.

## Життєпис
З ранніх років цікавився театром. У 17 років вступив до Академії драматичного мистецтва Сільвіо Д'Аміко, після чого грав в театрі (зокрема, в п'єсах Луїджі Піранделло і Теннессі Вільямса. З 1942 року — в кіно. У 1953 році виступав партнером Джини Лоллобриджиди у фільмі режисера Маріо Сольдаті «Провінціалка» — за цю роль Ферцетті було відзначено престижною італійською кінопремією «Срібна стрічка».
Незабаром після цього відбулося знайомство Ферцетті з Мікеланджело Антоніоні, який дав йому головні ролі в двох своїх фільмах: «Подруги» (1955) і «Пригода» (1960). Ферцетті приніс новий кінообраз в італійське кіно неореалізму — його елегантні і аристократичні герої прийшли на зміну відчайдушним мачо періоду італійського економічного дива. Надалі він виконував найрізноманітніші ролі в картинах різних режисерів, жанрів і країн: «Три кімнати на Мангеттені» Марселя Карне (1965), «Кожному своє» Еліо Петрі (1967, за цей фільм Ферцетті отримав другу «Срібну стрічку»), «Одного разу на Дикому Заході» Серджо Леоне (1968), «На секретній службі Її Величності» Пітера Ганта (1969), «Нічний портьє» Ліліани Кавані (1974). Всього Габріеле Ферцетті виконав ролі більш ніж у 100 фільмах

## Вибіркова фільмографія
- 1953: «Провінціалка» (La provinciale) — Франко Ванюцці
- 1955: «Подруги» (Le amiche) — Лоренцо
- 1957: «Слово злодія»[it] (Parola di ladro) — Дезідеріо
- 1968: «Одного разу на Дикому Заході» (C'era una volta il West) ― містер Мортон
- 1974: «Аппассіоната» (Appassionata) ― Еміліо Рутеллі
- 1978: «Загибель мадам Леман» (L'ordre et la sécurité du monde) ― Жорж
- 1979: «Кровний зв'язок» (Bloodline) ― Маресціалло Кампанья
- 1981: «Інчхон» (Inchon) ― турецький бригадир
- 1995: «Отелло»[en] (Othello) ― герцог Венеції
- 2009: «Я — це кохання» (Io sono l'amore) ― Едуард-старший